# 泰國陰曆
泰國陰曆，在中國亦稱傣曆，是一種佛教陰陽曆，在泰國主要用於計算佛教節日。泰國陰曆被認爲是基於印度占星術典籍《蘇利耶悉檀》（梵語：Sūrya Siddhānta，意思是「日曜論」），但同時亦發展出本土特色。

## 法定日曆及宗教日曆
泰國陽曆（泰語： 皇家轉寫：）是經過了泰國本土化的格里曆，並且於公元1888年（佛曆2431年）取代泰國陰曆在法律及商業上的應用。兩套曆法中，四個主要的月相都決定了佛教中的布薩日。
但需要額外注意的是，因為置閏規則的差異，泰國陰曆與中國陰曆並不直接對應。泰國華人通常根據節氣來計算中國傳統節日及佛教布薩日，故在泰國出售的日曆通常會同時標誌三種曆法：泰國陽曆、泰國陰曆及中國陰曆。
占星術在泰國文化中的地位顯著，故現代泰國出生證亦顯示證件人的泰國陰曆出生日及其對應年份的生肖。泰國的生肖系統與中國類似，只是當中的生肖龍以那伽（印度神話中的蛇怪）取代之，而在泰國北部，生肖豬則以大象取代之。

## 年份

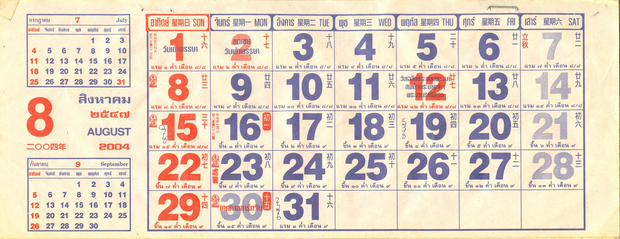
公元2004年（佛曆2547年）的額外月份在8月15日結束。

爲使年份與季節變遷吻合，泰國陰曆會爲7月添加多一日，或重複整個8月。故該曆法的年份有三種不同的長度——354日，355日，或384日，當中：
- 長度爲354日的年份包含了12個平月，該類年份在泰語中稱爲“平年”（泰語： 皇家轉寫：）；
- 長度爲355日的年份同樣包含了12個月，當其中的7月（通常爲29日）則增多一日。該類年份在泰語中稱爲“閏日年”（泰語： 皇家轉寫：）；
- 長度爲384日的年份，則在12個“正常月”的基礎上，再重複一次8月（30日）。該類年份在泰語稱爲“閏月年”（泰語： 皇家轉寫：）。

### 新年

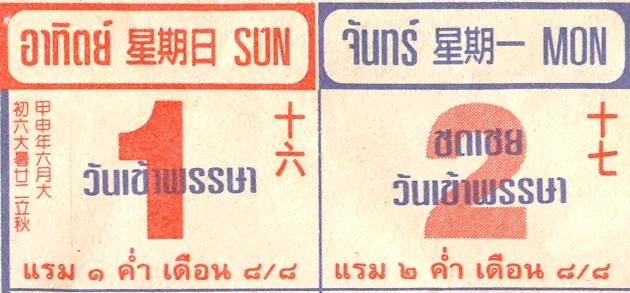
泰國日曆上的2004年8月1日和8月2日。左側的星期一其日期標誌爲紅色，意味着該日是額外補充假日。

在泰國，泰國陽曆決定一個人的法定年齡，以及用於計算法定假日的日子，包括元旦及宋干節假期。若法定假日剛好在週末，則順延的第一個工作日爲額外補充假日。

### 十二生肖
泰國陽曆的4月13日爲泰國新年宋干節，泰國生肖亦在該日進行新的輪轉。但泰國的華人多數繼續延用中國農曆計算生肖的輪轉。
泰語中的生肖名稱起源於高棉語，以高棉語則可能借用了某種未知的越語支語言。
| 格里曆年份 | 中國農曆新年 | 對應的泰國生肖（以4月13日爲分隔點） | 生肖 |
| ---------- | ------------ | ----------------------------------- | ---- |
| 1997       | 2月7日       | Chalu (ฉลู)                          | 牛   |
| 1998       | 1日28日      | Khan (ขาล)                          | 虎   |
| 1999       | 2月16        | Tho (เถาะ)                          | 兔   |
| 2000       | 2月5日       | Marong (มะโรง)                      | 龍   |
| 2001       | 1月24日      | Maseng (มะเส็ง)                      | 蛇   |
| 2002       | 2月12日      | Mamia (มะเมีย)                       | 馬   |
| 2003       | 2月1日       | Mamae (มะแม)                        | 羊   |
| 2004       | 1日22日      | Wok (วอก)                           | 猴   |
| 2005       | 2月9日       | Raka (ระกา)                         | 雞   |
| 2006       | 1月29日      | Cho (จอ)                            | 狗   |
| 2007       | 2月18日      | Kun (กุน)                            | 豬   |
| 2008       | 2月7日       | Chuat (ชวด)                         | 鼠   |
| 2009       | 1月26日      | Chalu (ฉลู)                          | 牛   |
| 2010       | 2月14日      | Khan (ขาล)                          | 虎   |
| 2011       | 2月3日       | Tho (เถาะ)                          | 兔   |
| 2012       | 1月23日      | Marong (มะโรง)                      | 龍   |
| 2013       | 2月10日      | Maseng (มะเส็ง)                      | 蛇   |
| 2014       | 1月31日      | Mamia (มะเมีย)                       | 馬   |
| 2015       | 2月19日      | Mamae (มะแม)                        | 羊   |
| 2016       | 2月8日       | Wok (วอก)                           | 猴   |
| 2017       | 1月28日      | Raka (ระกา)                         | 雞   |
| 2018       | 2月16日      | Cho (จอ)                            | 狗   |
| 2019       | 2月5日       | Kun (กุน)                            | 豬   |

## 月份
在現代泰國曆中，月份的變遷以月運週期爲基礎。與其他佛曆一樣，泰語中的月份叫法同樣源自梵語，但其叫法已高度泰語化。
泰國陰曆中，小月爲29日，而大月則爲30日。爲使月份的變遷於季節一致，7月（爲小月）可能會多一日，或當年會重複一個大月8月。
泰國陰曆中的月份叫法與泰國陽曆不同。陰曆一般不使用梵語詞，而是直接以 เดือน+數字 的叫法，意思即是“第...月”。當中，1月和2月的數詞使用不同於日常用語的叫法。

### 1月至6月
一月名稱爲 ，該名稱中的 อ้าย (ai) 意思爲“第一”，但在現代泰語中已經不再使用。
二月名稱爲 เดือนยี่，名稱中的 ยี่ (yi) 意思爲“第二”，但同樣已經不在其他場合使用。
3月至6月同樣使用 เดือน+數字 的叫法，但當中的數詞則繼續使用泰語中的正常數詞。

### 7月
正常情況下，7月爲小月即只有29日，但在“閏日年”的情況下，則有30日。

### 8月
在“閏月年”的情況下，泰國陰曆重複一個大月8月。在日曆上的表示通常爲 เดือน ๘/๘，意思即是“8/8月”。該閏8月，除了使用上文提及的正式叫法 อธิกมาส，在日常生活中，亦可以稱爲 เดือนแปดทับแปด (duean paet thab paet，意思爲“額外的8月)，或 เดือนแปดหลัง (duean paet lang，意思爲“8月後的那個月”)

### 9月至12月
情況與“1月至6月”相同。

### 月內的分隔
泰國陰曆的一個月中，可以分隔爲兩個半期。叫法則視月相情況而言：
- 盈月：泰文 ข้างขึ้น (khang khuen) 指新月至滿月這一段時間，通常爲15日；
- 虧月：泰文 ข้างแรม (khang raem) 指滿月至下一個新月這一段時間，在正常年份下爲14日，在閏日年的情況下，則爲15日。

### 地區差異
不同地區的泰人，其曆法的月份數字不一樣。泰國陰曆一般指寮族和暹羅泰族用的陰曆。北部的傣阮人（或稱作勐人），在同個月其陰曆（泰北陰曆或蘭納曆）的月份數字會比一般的泰國陰曆多往後兩個月。大傣（或稱作撣族/傣耶、傣那）、小傣（或稱作傣仂、西雙版納傣族），在同個月其陰曆（傣曆）的月份數字會比一般的泰國陰曆多往後一個月。
若泰國陰曆月份數字=n，該月在泰北陰曆的月份數字為n+2，傣曆的月份數字為n+1（若結果>12，減掉12即為對應月份的數字）。換言之，泰北陰曆的一月是泰國陰曆的十一月、傣曆的十二月（約在西曆的九月/十月）。泰國陰曆的一月會是泰北陰曆的三月、傣曆的二月（約在西曆的十一月/十二月）。
置閏的月份也有差異。暹羅泰族的泰國陰曆將八月設為閏月，閏月會是第二個八月。泰北陰曆和傣曆將九月設為閏月，閏月會是第二個九月。

## 日
泰國陰曆中對一月中的每一日叫法視月相情況而定。例如  (raem 15 kham duean 12)，意思爲 “第十二個月的第15個虧月夜”。該叫法中的  (kham) 意思爲夜晚。陰曆之所以使用“夜”來稱呼某日，是因爲傳統上認爲一天的分隔在於午夜，而非通常直覺認爲的在清晨。

## 其他日期的叫法
- 布薩日  (Wan Phra) 通常在：
  -  (Khuen 8)，第一個四分之一月，即新月之日之後的第八日；
  -  (Khuen 15)，意思爲滿月，即新月之日之後的十五日。該日亦可稱爲  (Wan Phen)。需注意的是真正的滿月之日可能並不在該日；
  -  (Raem 8)，第三個四分之一月，即滿月之日之後的第八日；
  -  (Raem 15 (14))，是一個月的最後一日。該日亦可稱爲  (Wan Dap)。
- 泰國亦有至自己的中秋節，稱爲  (Wan wai phra chan)，其日期爲  (khuen 14 (15) kham duean)，意思爲“第十個月的第十四 (或十五) 個夜晚”。

## 使用陰曆計算的泰國節日
泰國的布薩日使用陰曆計算。該日不一定爲法定休息日，但爲守八戒，泰國的屠宰業、美容業和剪髮業通常會選擇於當日停業。
以下其他泰國節日使用陰曆計算：
（當中黃色框架內的節日爲非法定節日；紅色框架內的節日爲法定節日）
| 月份 | 日期       | 節日名稱       | 泰文名稱 | 備註 |
| ---- | ---------- | -------------- | -------- | --- |
| 3    | 第1個盈月  | 中國新年       |          | 多數由華人經營的商店會休業。華人內部會使用中國農曆 |
| 3    | 第15個盈月 | 萬佛節         |          | 係法定假日 |
| 6    | 第15個盈月 | 佛誕節         |          | 紀念佛祖釋迦牟尼出生、成道和出滅，係法定假日 |
| 8    | 第15個盈月 | 佛祖開示紀念節 |          | 紀念佛祖成道後向信徒講說之日，係法定節日。在閏月年的情況下，則在閏月當月 |
| 8‡   | 第1個虧月  | 守夏節         |          | 開始進入結夏安居 |
| 10   | 第15個虧月 | 九皇齋節       |          | 該日在泰國日曆上通常稱爲 เทศกาลกินเจเก้าวัน (thetsakan kin che kao wan)，意思爲“齋戒九日”。該節日通常爲華人所慶祝。                                                                   |
| 11   | 第15個盈月 | 出夏節         |          | 結束結夏安居 |
| 11   | 1n         | 供僧衣節       |          | |
| 12   | 15x        | 水燈節         |          | 水燈節的日期計算是根據泰北陰曆；該曆法的月份序列比暹羅泰國陰曆早2個月，所以暹羅泰國陰曆多往後兩個月會是泰北陰曆中的月份數字。水燈節實際上是在泰北陰曆的2月，對應到泰國陰曆爲12月。 |

## 外部鏈接
- Thai Time by Anthony Diller （页面存档备份，存于） – last changed 10 January 2002.
- How Chula Sakarat Dates Work in Thailand: article for stamp collectors recovered 20 December 2007.
- Thai Lunar Calendar (BE.2300-2584) （页面存档备份，存于）  (Thai Language)